# BU Circini
BU Circini (BU Cir) es una estrella de magnitud aparente +6,09
situada en la constelación del Compás.
De acuerdo a la nueva reducción de los datos del satélite Hipparcos, su paralaje es de 2,84 milisegundos de arco, por lo que estaría situada a unos 352 pársecs (1150 años luz) del sistema solar.
BU Circini es una gigante azul de tipo espectral B2III.
Posee una luminosidad 3733 veces mayor que la del Sol, así como una elevada temperatura efectiva que, según la fuente consultada, está entre 20.300 y 24.900 K.
Gira sobre sí misma con una velocidad de rotación proyectada de 53 km/s, si bien este es sólo un valor mínimo.
Es una estrella masiva cuya masa está en el rango de 7,75 - 10,5 masas solares y tiene una edad de 21,1 ± 1,0 millones de años.
Su abundancia relativa de hierro es inferior a la solar ([Fe/H] = -0,12), una característica común de muchas estrellas de tipo B.
Es destacable su elevado valor de la relación nitrógeno/carbono (+0,12), siendo BU Circini una de las estrellas B más ricas en nitrógeno en la vecindad del sistema solar.
BU Circini es una variable Beta Cephei cuyo brillo varía 0,017 magnitudes. El período de oscilación principal es de 0,1276 días pero existen períodos secundarios.